# Science & Faith
Science & Faith é o segundo álbum de estúdio da banda irlandesa de rock alternativo The Script. Foi lançado na Irlanda em 10 de setembro de 2010. O primeiro single do álbum é a faixa "For the First Time", lançado oficialmente em 3 de setembro de 2010. O tema do álbum é baseado na atual situação econômica e social na Irlanda. Estreou em primeiro lugar na Irlanda e no Reino Unido, vendendo 70 816 cópias na primeira semana. Nos Estados Unidos, Science & Faith estreou na terceira posição da Billboard 200, a principal parada musical americana, após vender 49 000 cópias na sua primeira semana de vendas. Até a presente data, o disco já vendeu mais de 314 mil unidades na América do Norte, e cerca de 1,5 milhões pelo mundo. O álbum foi bem recebido pela crítica.

## Faixas
1. "You Won't Feel a Thing" – 4:33
2. "For the First Time"  – 4:12
3. "Nothing" – 4:32
4. "Science & Faith" – 4:20
5. "If You Ever Come Back" – 4:02
6. "Long Gone and Moved On" – 4:17
7. "Dead Man Walking" – 3:54
8. "This Is Love" – 4:21
9. "Walk Away" – 3:36
10. "Exit Wounds" – 4:25

## Recepção da crítica
| Críticas profissionais | Críticas profissionais |
| Pontuações agregadas   | Pontuações agregadas   |
| Fonte                  | Avaliação              |
| ---------------------- | ---------------------- |
| Metacritic             | 60/100                 |
| Avaliações da crítica  |                        |
| Fonte                  | Avaliação              |
| AllMusic               | [ 5 ]                  |
| MusicOMH               | [ 6 ]                  |
| Rolling Stone          | [ 7 ]                  |
| The Telegraph          | [ 8 ]                  |

Caroline Sullivan, da revista The Guardian, deu para o álbum duas estrelas de cinco e escreveu que "a produção é tão alto brilho, romance épico que tudo soa incrivelmente pedestre". Neil McCormick do The Daily Telegraph deu para o álbum quatro estrelas de cinco e escreveu "Science & Faith do The Script tem uma surpreendente substância lírica e poética". BBC Music's Fraser McAlpine disse que a arma secreta do The Script é o refrão que "tem sido abarrotado, com guarnições menores e violinos, em quase todas as canções", mas considerou que falta nas canções um "refrão matador".

## Singles
O primeiro single tirado do álbum é a canção "For The First Time", que foi lançado na Irlanda em 3 de Setembro de 2010 e no Reino Unido em 5 de Setembro de 2010. O single estreou em primeiro lugar nas paradas irlandesas, tornando-se o primeiro número um da banda por lá. A música alcançou o quinto lugar no UK Singles Chart na sua primeira semana, subindo para o quarto lugar na semana seguinte. Já o single "Nothing" foi lançado como o segundo single em 21 de Novembro de 2010 e alcançou a 15ª posição nas paradas de sucesso da Irlanda e na 42ª no Reino Unido.

## Desempenho nas paradas

### Paradas musicais
| Paradas (2010–11)                          | Melhor posção |
| ------------------------------------------ | ------------- |
| Alemanha (Media Control Charts)            | 40            |
| Austrália (ARIA Charts)                    | 2             |
| Áustria (Ö3 Austria Top 40)                | 70            |
| Bélgica (Flanders Ultratop 50)             | 47            |
| Bélgica (Valônia Ultratop 40)              | 70            |
| Canadá (Canadian Albums Chart)             | 6             |
| Dinamarca (IFPI)                           | 23            |
| Escócia (Scottish Singles and Albums Chart | 1             |
| Espanha (PROMUSICAE)                       | 58            |
| Europa (European Top 100 Albums)           | 5             |
| Irlanda (Irish Albums Chart)               | 1             |
| Itália (FIMI)                              | 40            |
| Nova Zelândia (RIANZ)                      | 15            |
| Países Baixos (MegaCharts)                 | 14            |
| Suécia (Sverigetopplistan)                 | 52            |
| Suíça (Schweizer Hitparade)                | 15            |
| Reino Unido (UK Albums Chart)              | 1             |
| Estados Unidos (Billboard 200)             | 3             |

### Certificações
| País              | Certificação |
| ----------------- | ------------ |
| Austrália (ARIA)  | Ouro         |
| Irlanda (IRMA)    | 5× Platina   |
| Reino Unido (BPI) | 2× Platina   |